# Bateau-bus

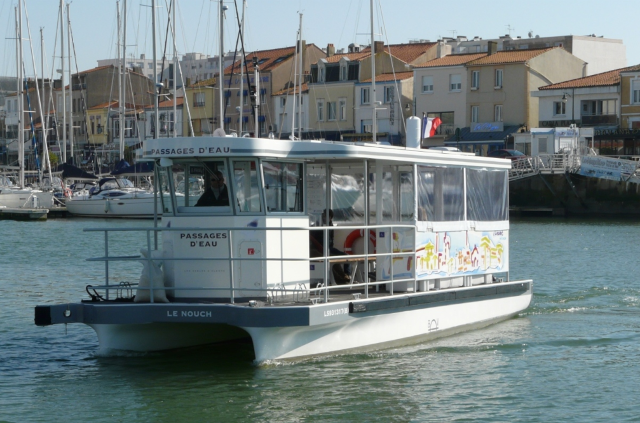
Navette maritime Le Nouch aux Sables-d'Olonne (Vendée).

Un bateau-bus, ou bateau-omnibus, ou encore navette fluviale, est un type de bateau utilisé pour les transports en commun avec une organisation similaire à un réseau de bus urbain.
Ce type de transport existe dans de nombreuses villes dans le monde comme Londres, New York, Hong Kong, Venise, Monaco ou, en France, à Bordeaux (BAT3), Paris (Batobus), Nantes, Marseille, Les Sables-d'Olonne ou Lorient et est en développement pour diminuer l'émission de dioxyde de carbone comme le projet entre Zemst et Bruxelles.

## Afrique
- En Côte d'Ivoire, un service de transport lagunaire exploité par la SOTRA et la Société de Transport Lagunaire (STL[9]) filiale du groupe SNEDAI[10] est présent sur la lagune Ébrié à Abidjan.

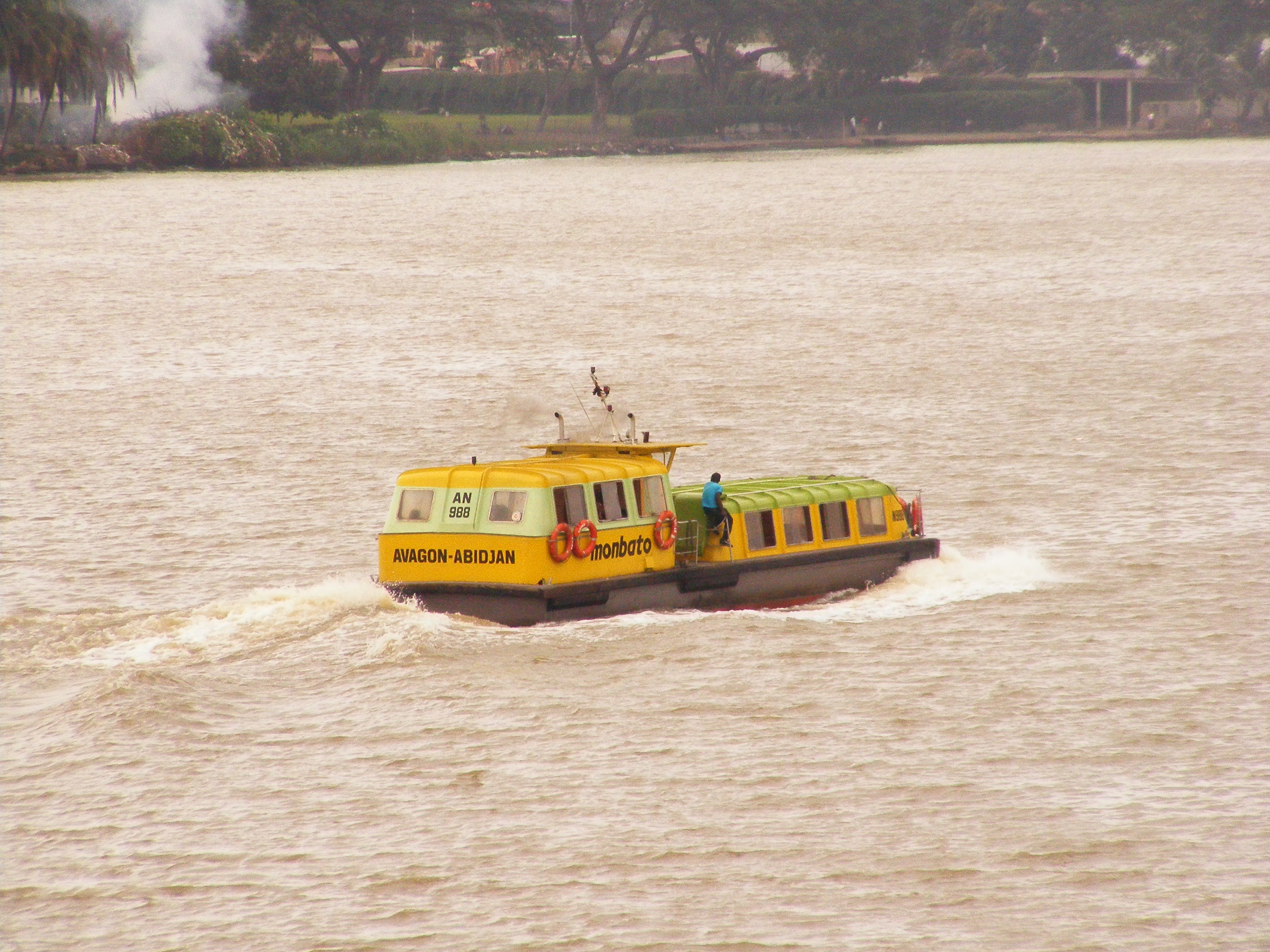
Un bateau-bus naviguant sur la lagune Ébrié.
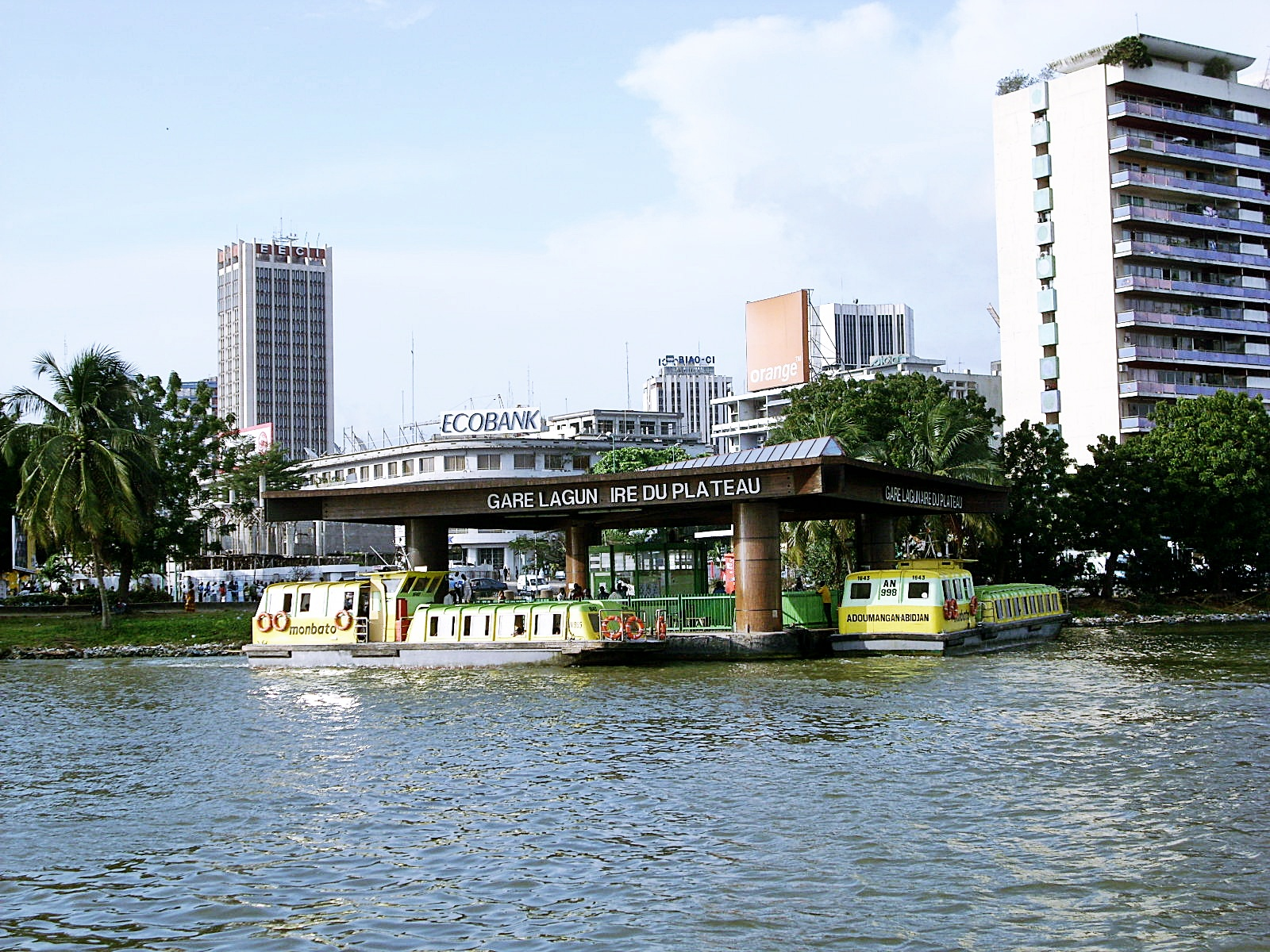
Des bateaux-bus à la gare lagunaire du Plateau.
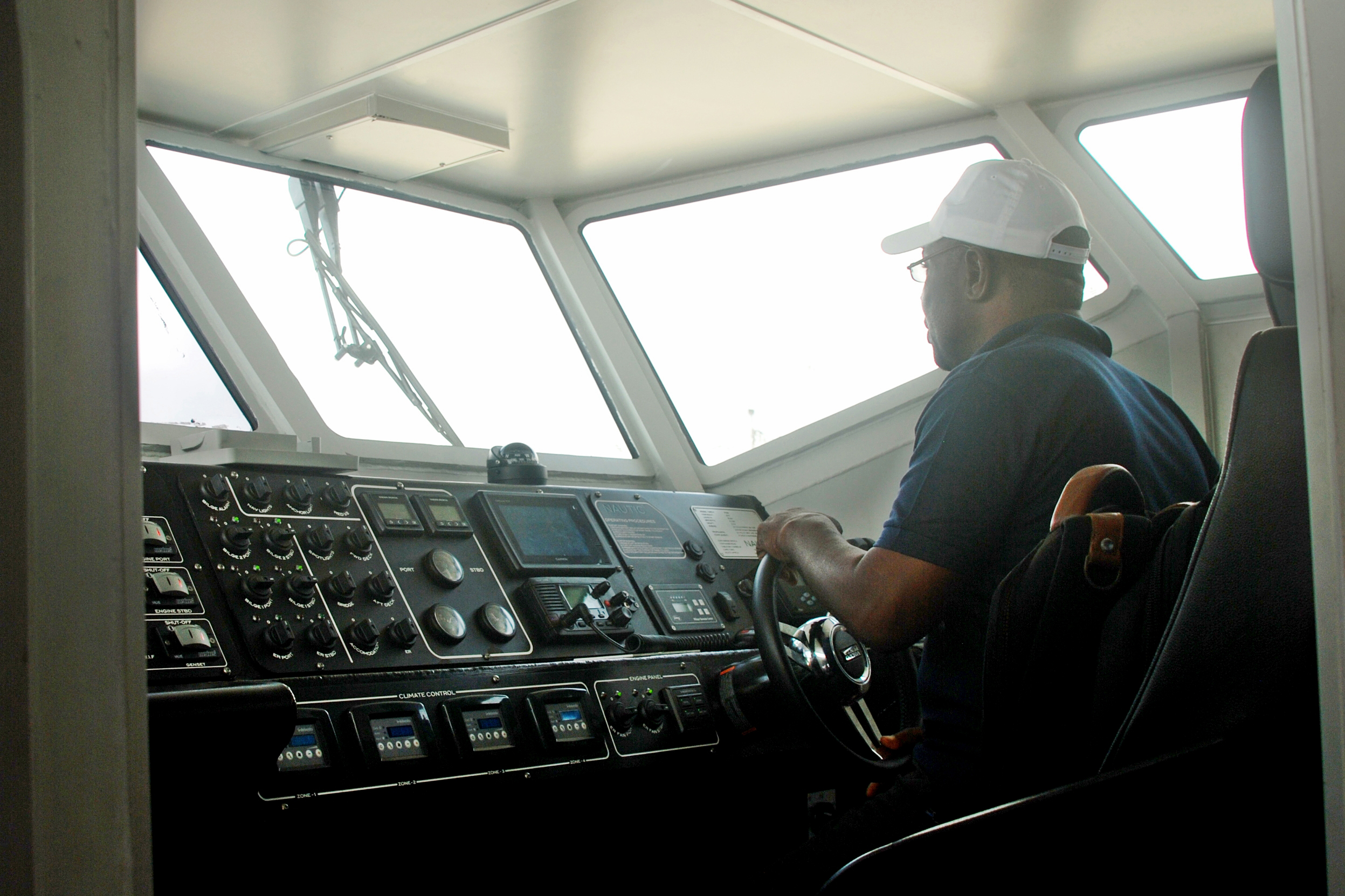
Cabine du capitaine d'un bateau-bus ivoirien.

## Amérique
Il existe au Québec (Canada) un service de bateau taxi afin de découvrir le fleuve Saint-Laurent près de la ville de Québec.

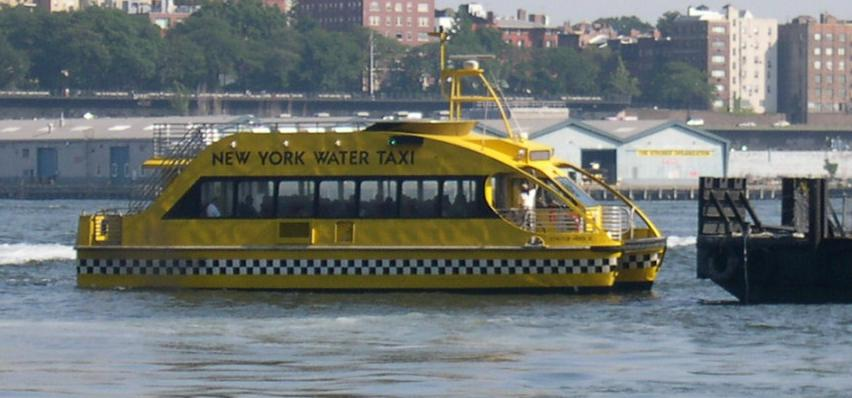
Un Water taxi de New York
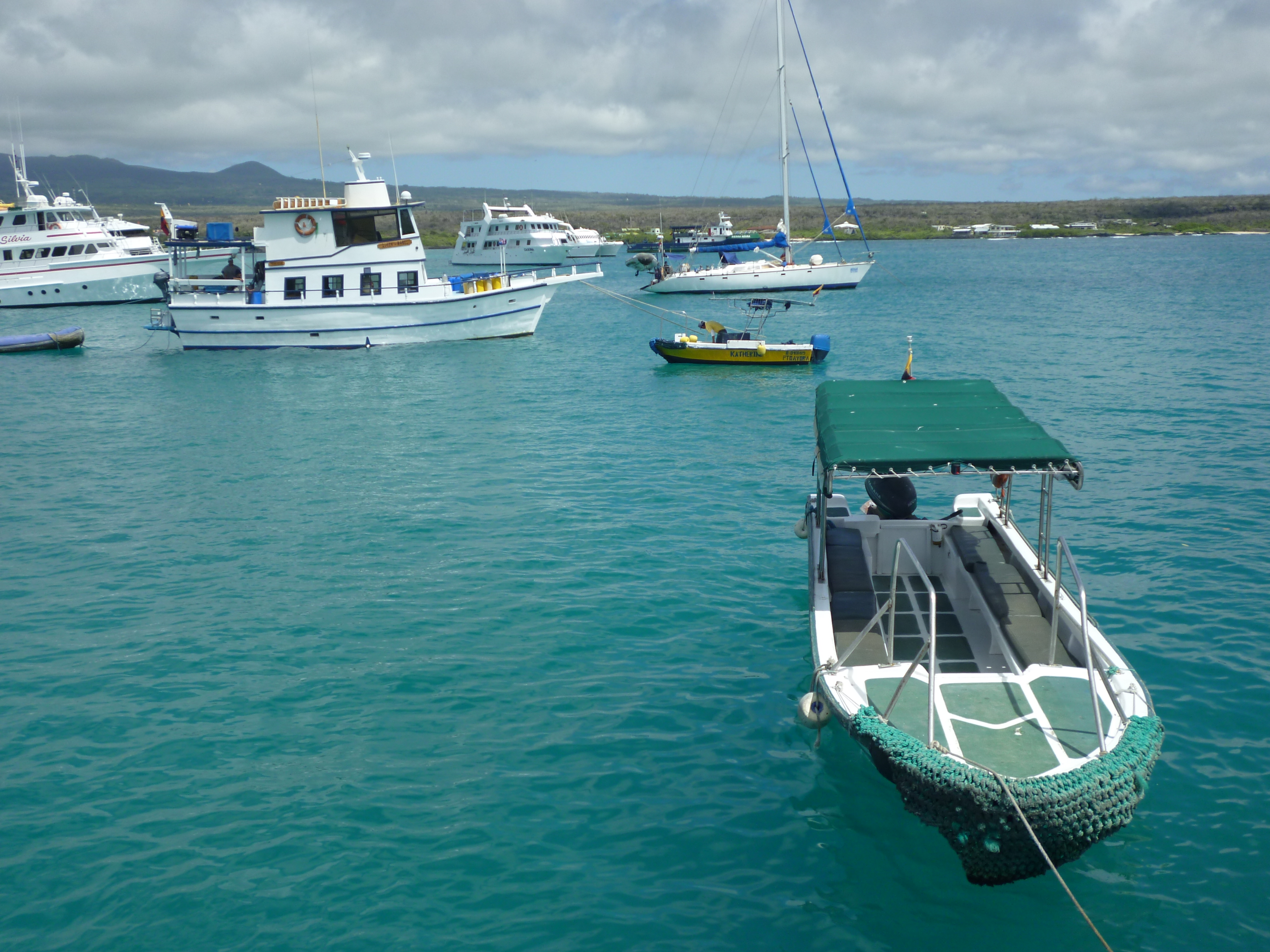
Bateau-taxi dans le port de  Puerto Isidro Ayora, sur l'île Santa Cruz aux Galápagos.
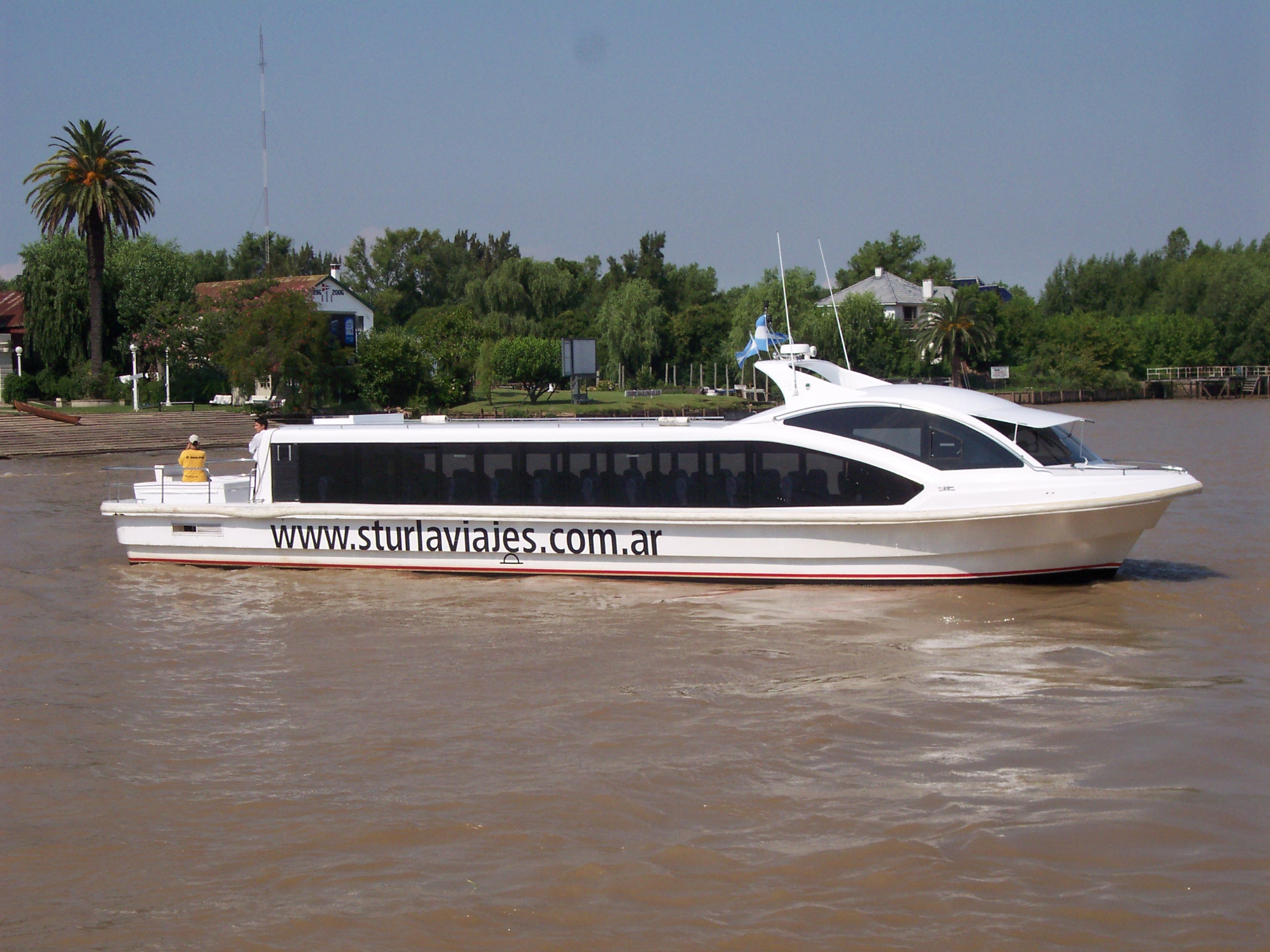
Bateau-bus à Buenos Aires
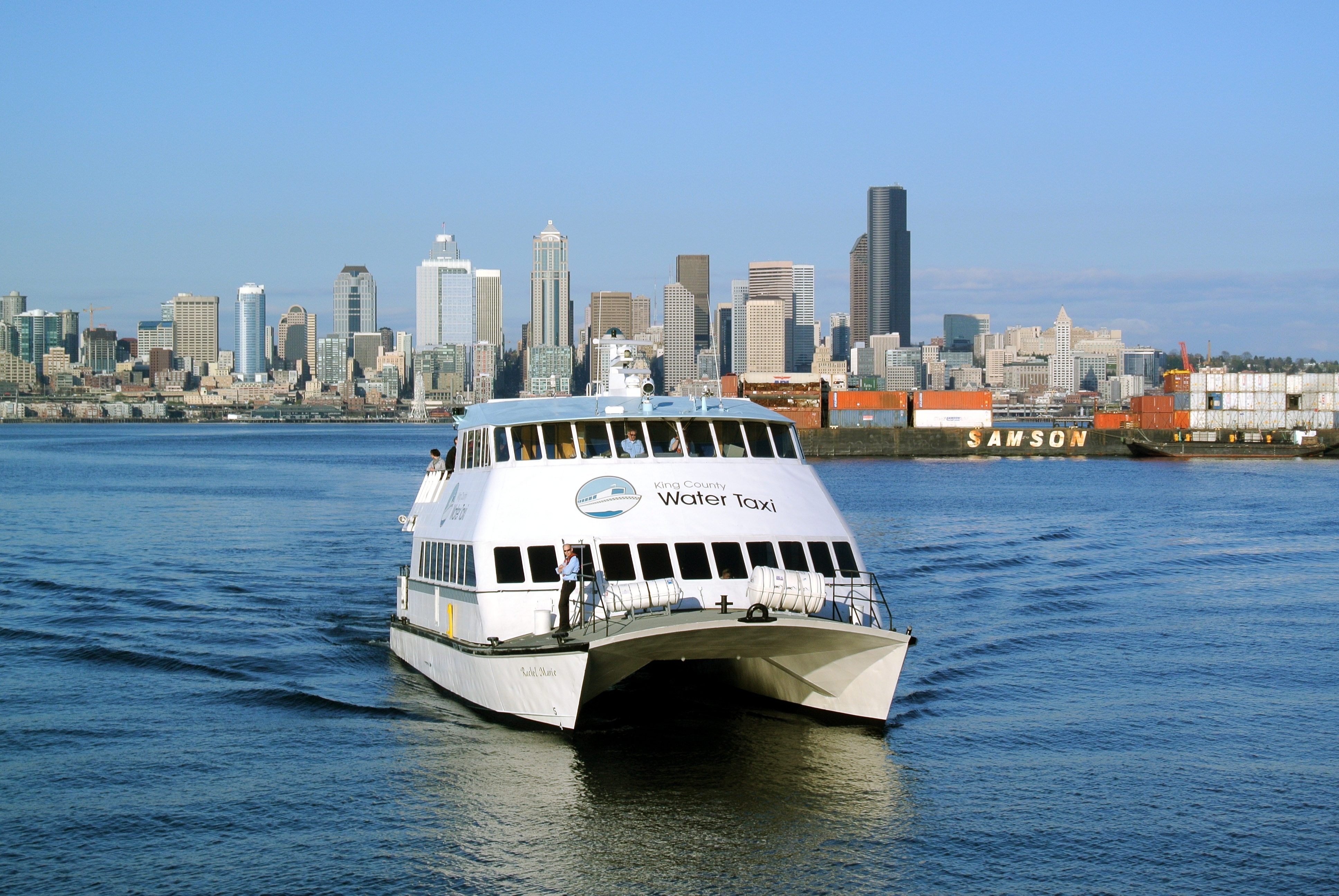
Bateau-bus à Seattle

## Asie

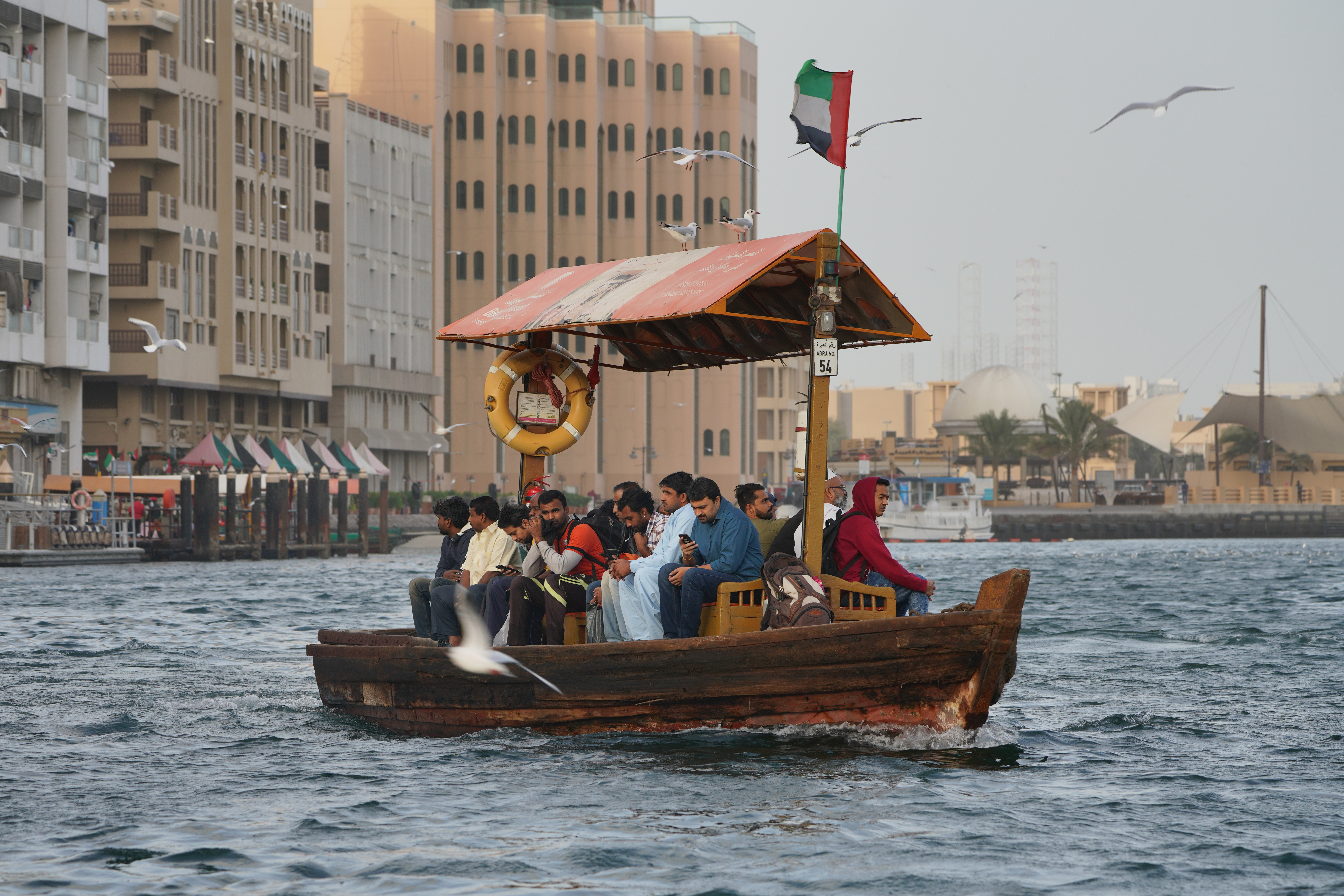
Un Abra à Dubaï
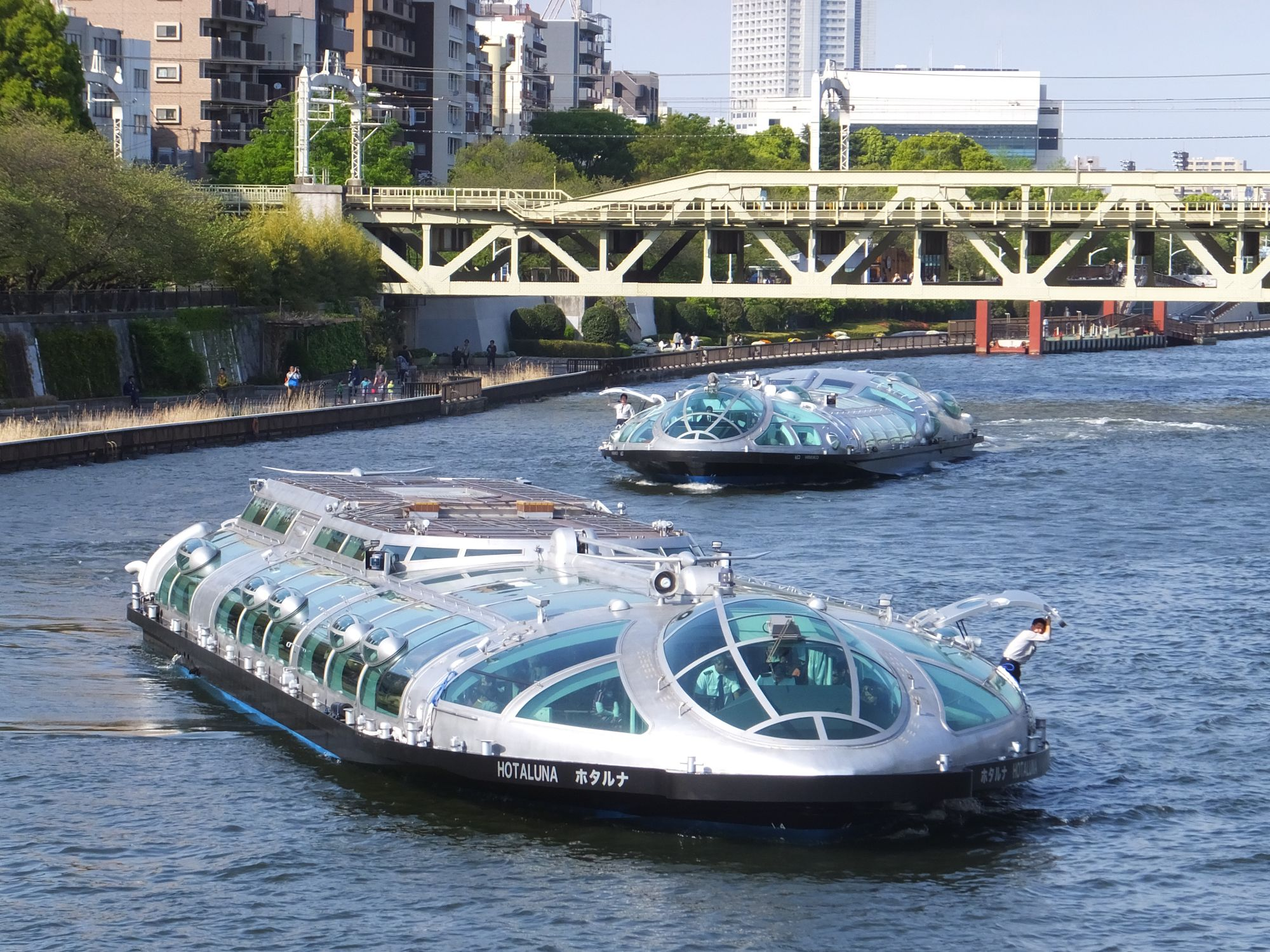
Bateau-bus à Tokyo

## Europe

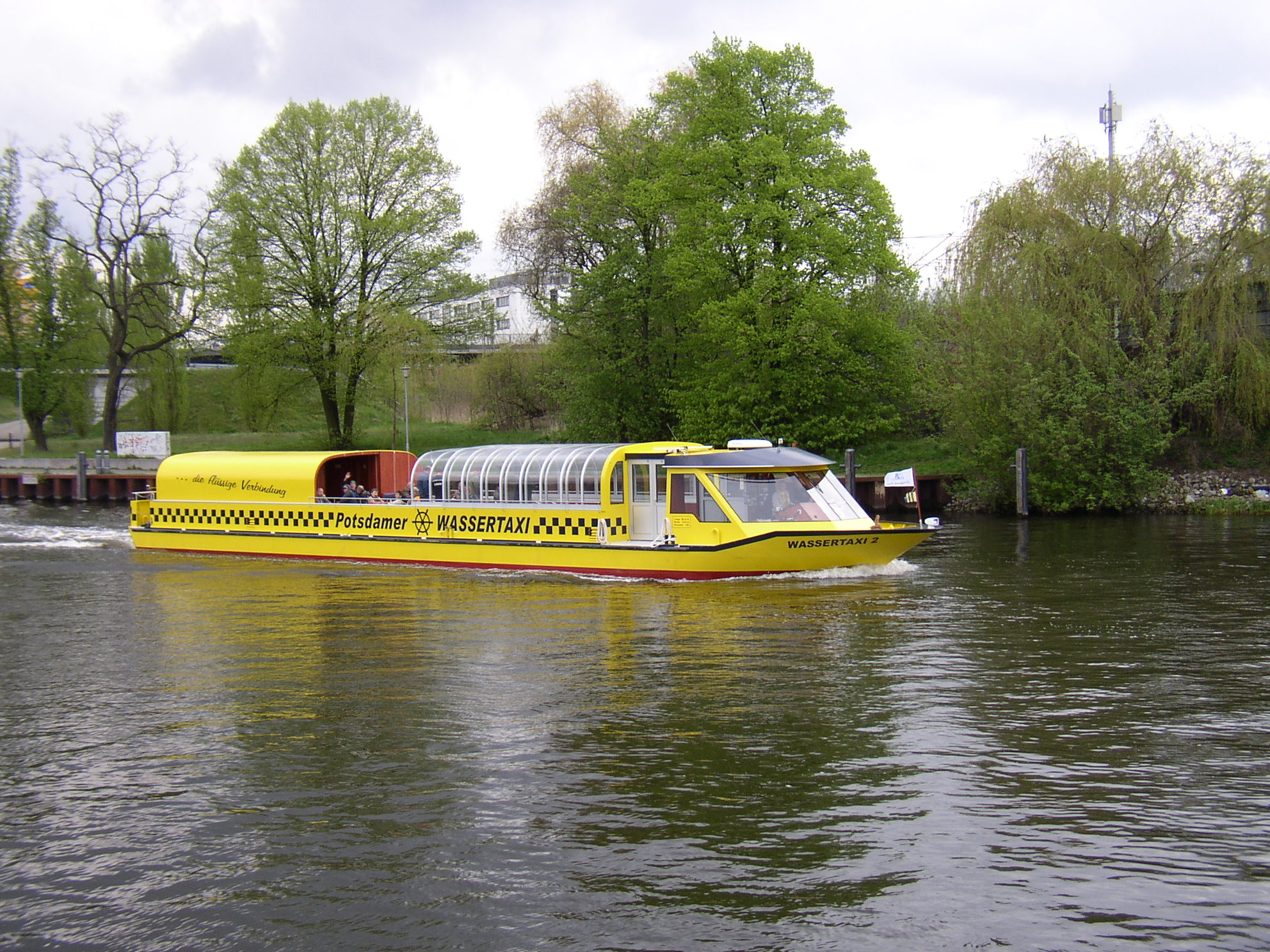
Le nouveau bateau-bus de Potsdam en Allemagne
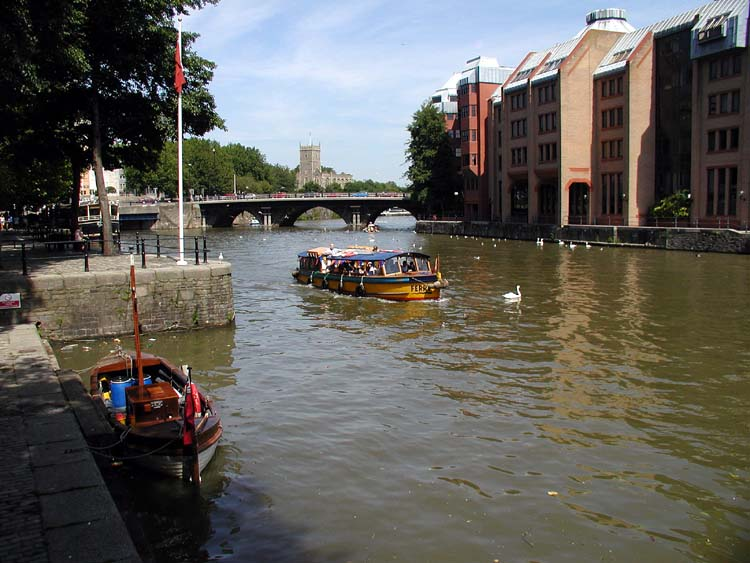
Un bateau-bus dans le port de Bristol (Angleterre)
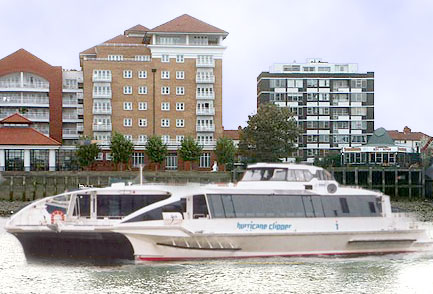
Un Thames Clipper à Londres
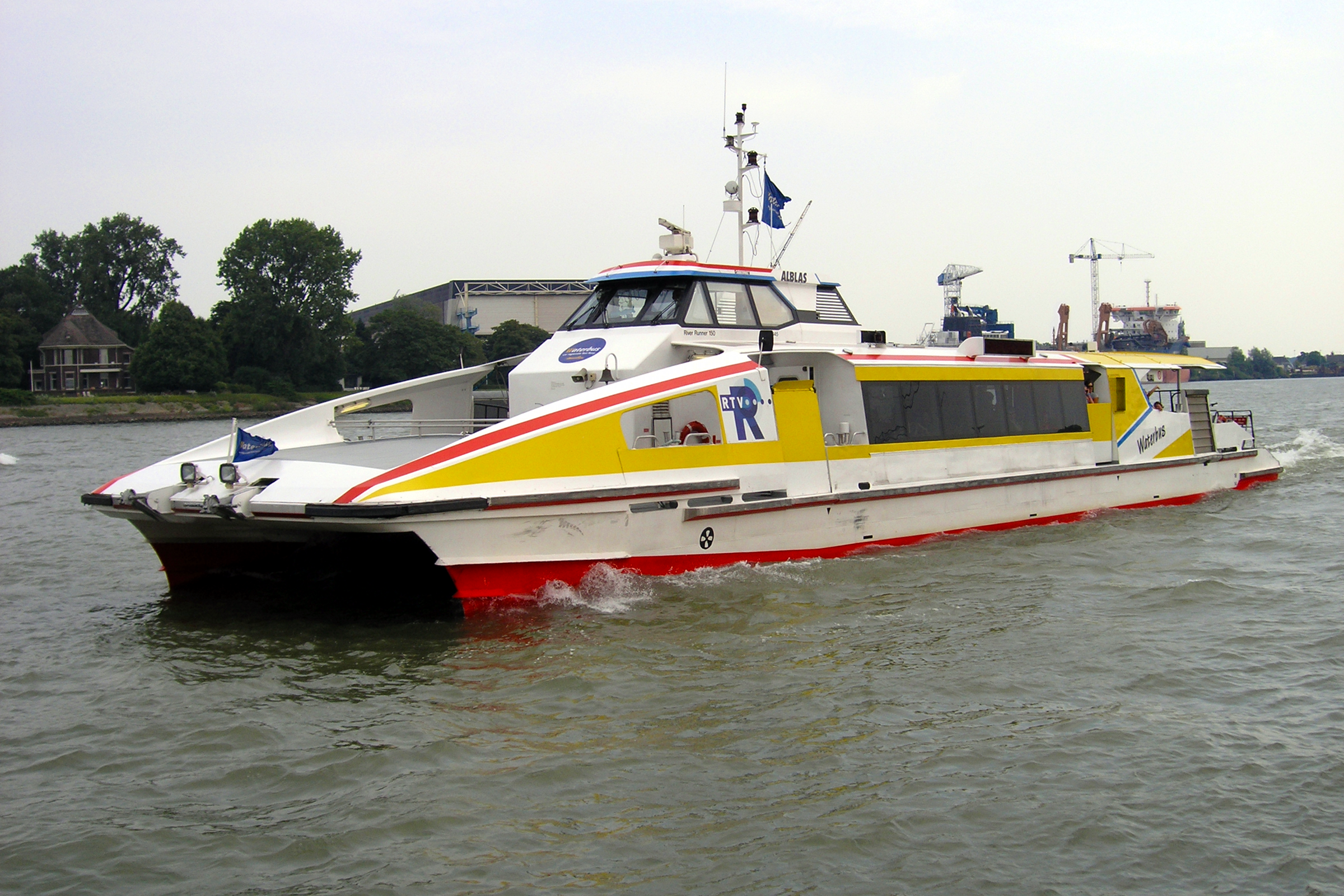
Bateau-bus Dordrecht - Rotterdam, Pays-Bas.
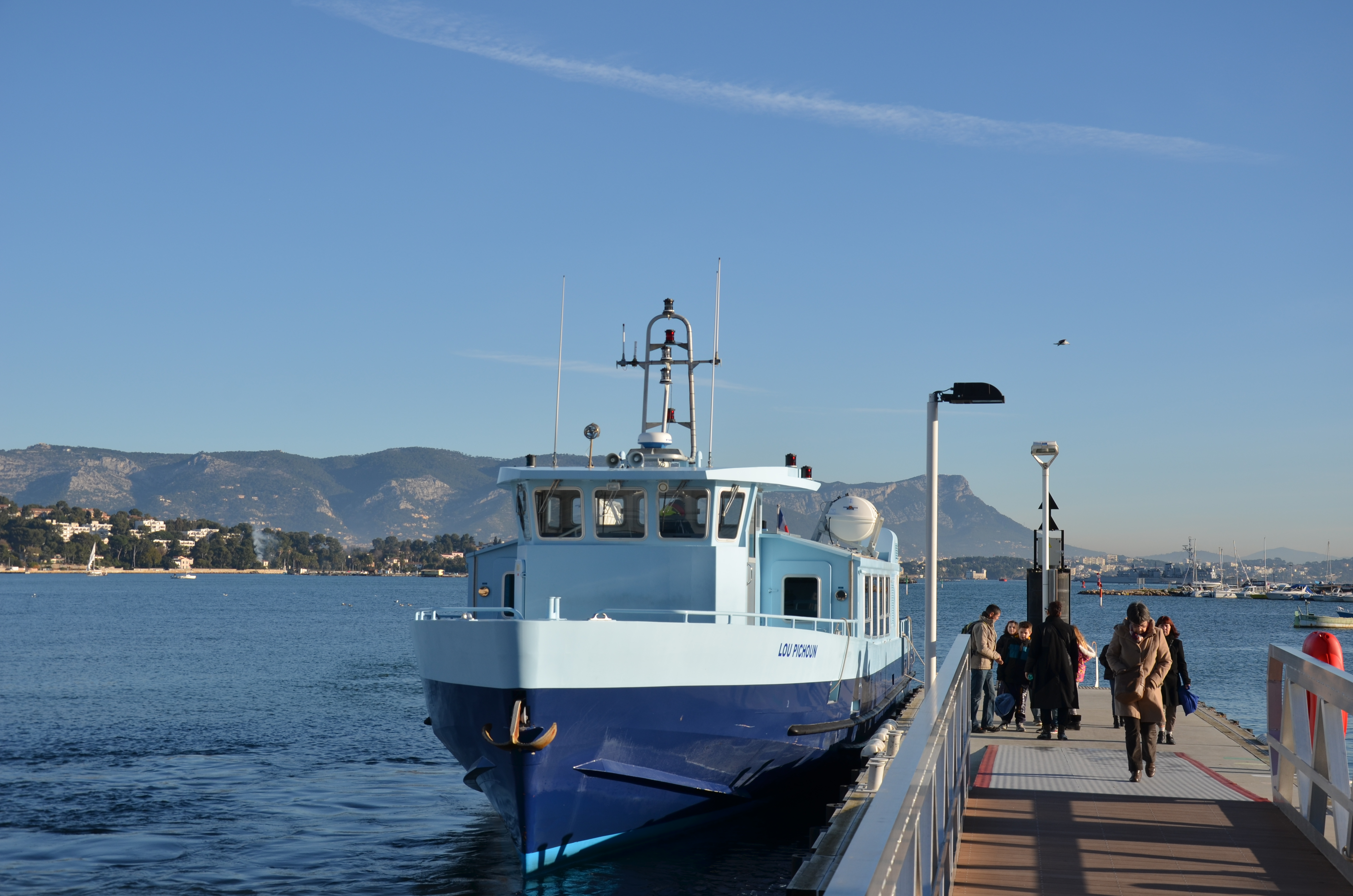
Bateau-bus Réseau mistral à Toulon, en France.

### Belgique
On trouve les namourettes à Namur, des bateaux-bus dans le canal à Bruxelles et une Navette Fluviale à Liège.

### Danemark

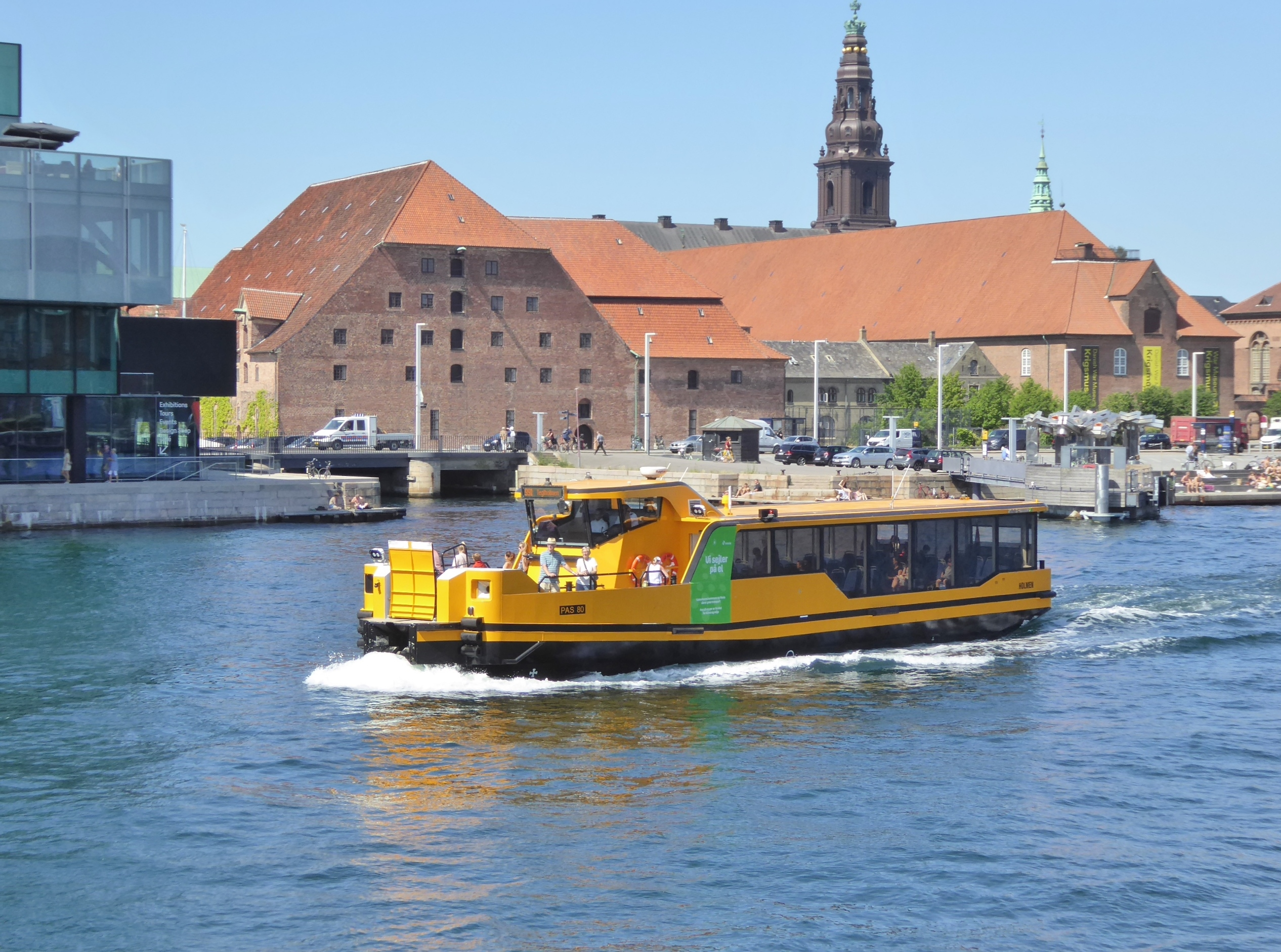
Bateau-bus dans le port intérieur de Copenhague.

Un service de bateau-bus existe à Copenhague naviguant dans le port de Copenhague. Il existe trois lignes, dont deux lignes naviguent le long du port, tandis que la troisième navigue entre le vieux port de Nyhavn et l'opéra de Copenhague.

### France

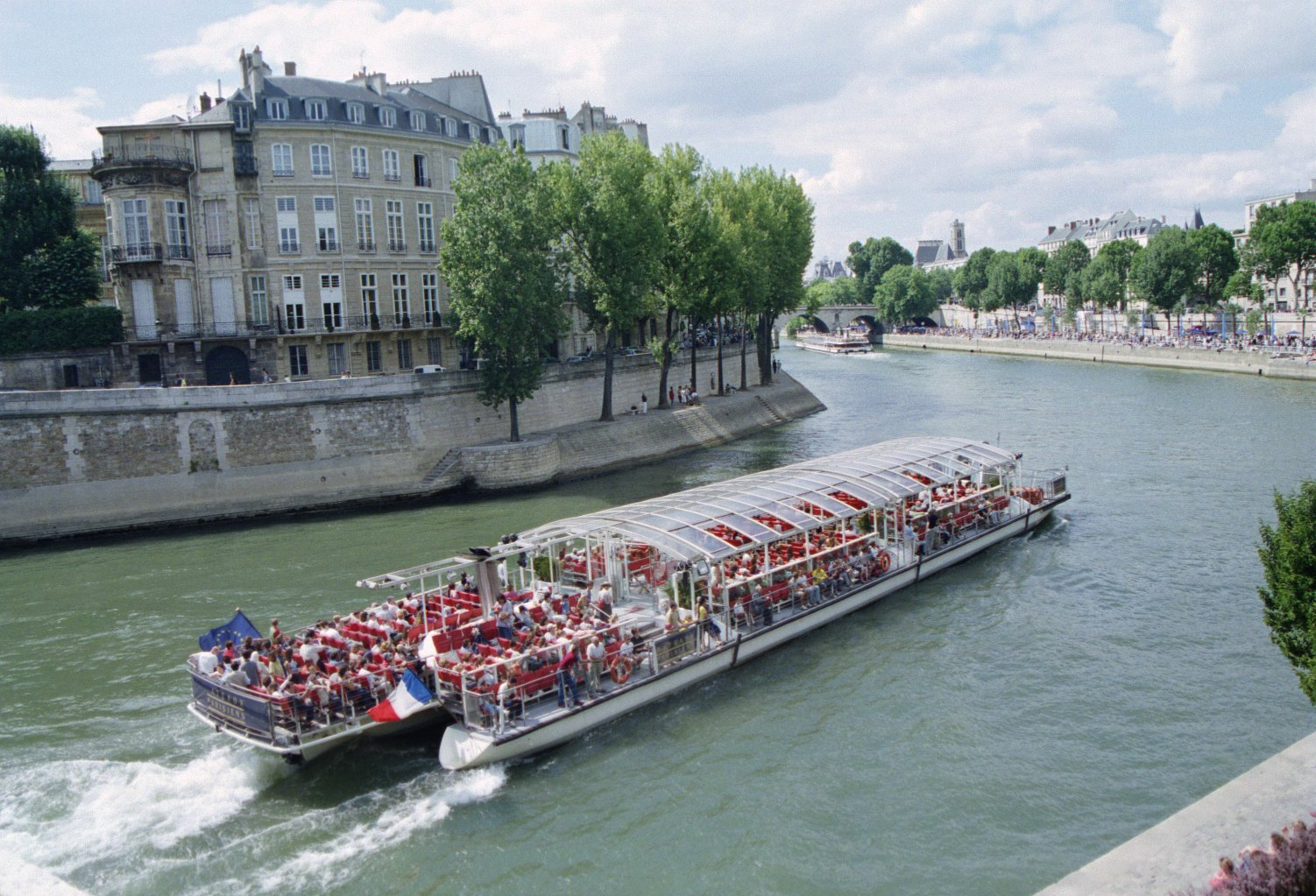
Bateaux parisiens sur la Seine à Paris.

Participant au réseau de transports en commun de la ville, un service de bateaux-omnibus existait jadis à Paris. Ainsi, on lit dans le programme des Feux d'artifice du 14 juillet 1882 à Paris, paru dans Le Rappel :
En outre, trois autres feux d'artifice seront tirés sur des bateaux-omnibus : un à la pointe du Pont Neuf, un à l'île Saint-Louis, l'autre sur un bateau en marche, au courant du fleuve.
Les bateaux-omnibus sont autorisés à faire leur service jusqu'à minuit.
Grâce à la généralisation de la navigation à vapeur à partir de 1825, des trajets en bateaux-omnibus se développent dès l'année suivante : deux lignes régulières sont mises en place, entre Paris et Saint-Cloud (aval) et entre Paris et Montereau (en amont). Lors de l'exposition universelle de 1867, un service est confié à la compagnie des bateaux de Lyon, surnommée les « Mouches ». À partir de 1873, la compagnie des Hirondelles organise des trajets de Suresnes à Charenton. En 1881, la liberté de navigation sur la Seine est décidée par le ministre des Travaux publics, ce moyen de transport restant très populaire jusqu'au milieu des années 1930.
Les Parisiens ont l'habitude d'utiliser le terme bateau-mouche pour les bateaux destinés spécifiquement au tourisme fluvial sur la Seine, du nom de la « Compagnie des Bateaux Mouches » qui possèdent les droits sur l'expression au pluriel. Il existe plusieurs sociétés de tourisme fluviale comme les Bateaux Parisiens. Le Batobus existe aussi depuis 1989 en partenariat avec la RATP qui a transporté 1 701 000 passagers en 2011. Cette compagnie de bateaux-bus dessert 9 escales à Paris, de la Tour Eiffel au Jardin des plantes de Paris.
Entre 2008 et 2011, une navette fluviale expérimentale du nom de Voguéo avait été mise en place par le syndicat des transports d'Île-de-France (STIF). Elle reliait la gare d'Austerlitz à l'école vétérinaire de Maisons-Alfort et desservait les escales de la bibliothèque François-Mitterrand (à l'aller), du parc de Bercy (au retour) et d'Ivry-sur-Seine - Pont Mandela. La période expérimentale a pris fin le 5 juin 2011. Le STIF a depuis lancé un appel d'offres pour la mise en place de trois lignes fluviales sur la Seine et la Marne, entre Suresnes et Maisons-Alfort (en passant par Paris).
Enfin, depuis 2007, la société immobilière ICADE exploite une navette fluviale sur le canal Saint-Denis permettant de relier son parc d'activités Le Millénaire à un embarcadère situé près de la station de métro Corentin Cariou. Initialement réservée aux salariés du parc d'activités, elle est depuis le 27 avril 2011 ouverte aux clients du centre commercial Le Millénaire.

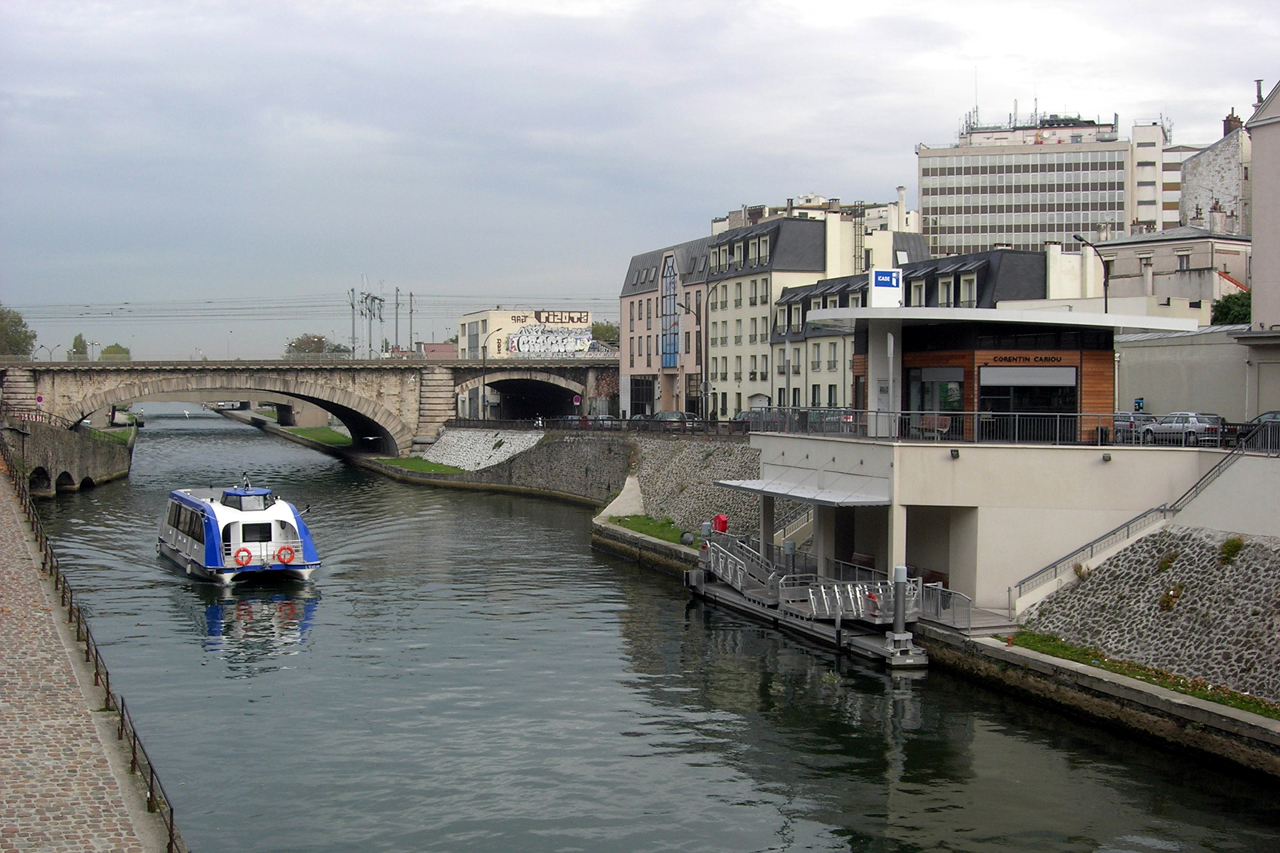
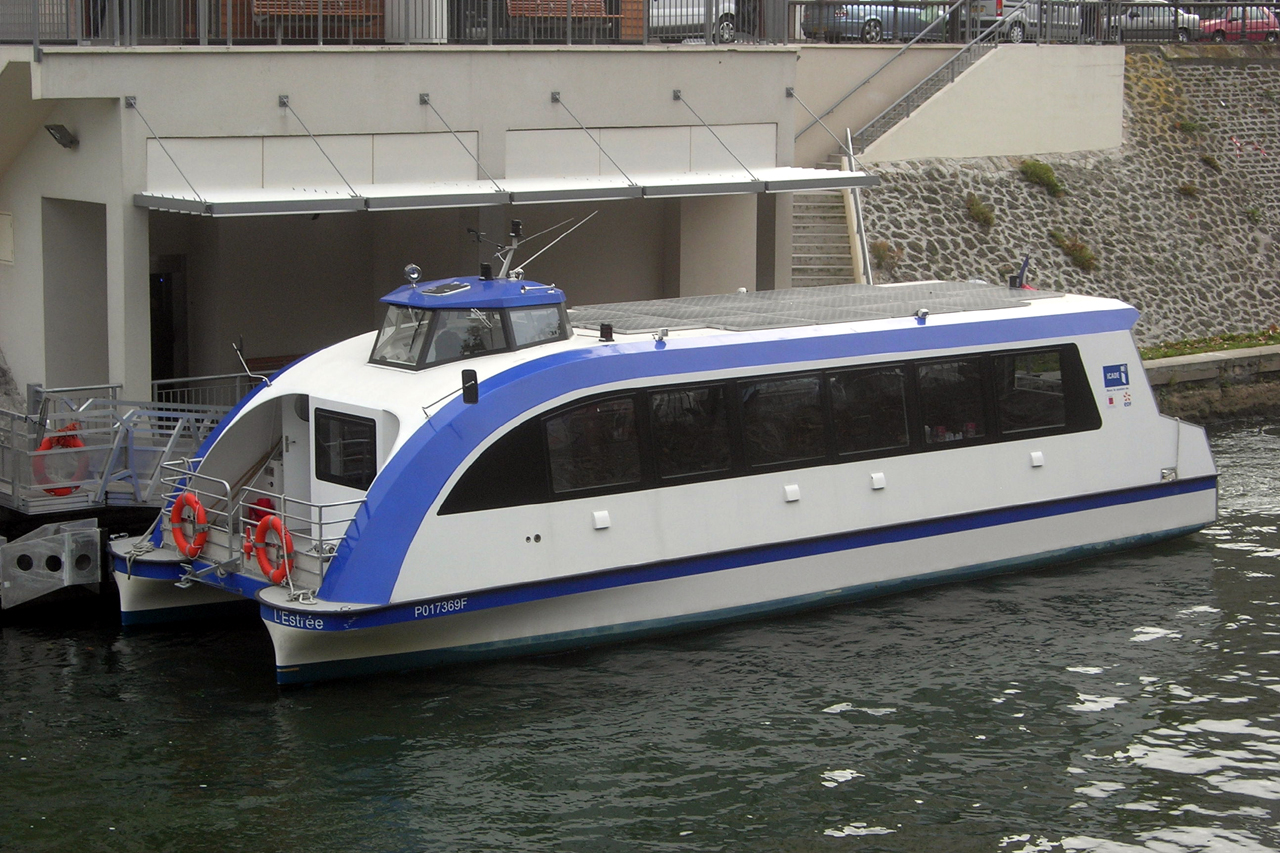
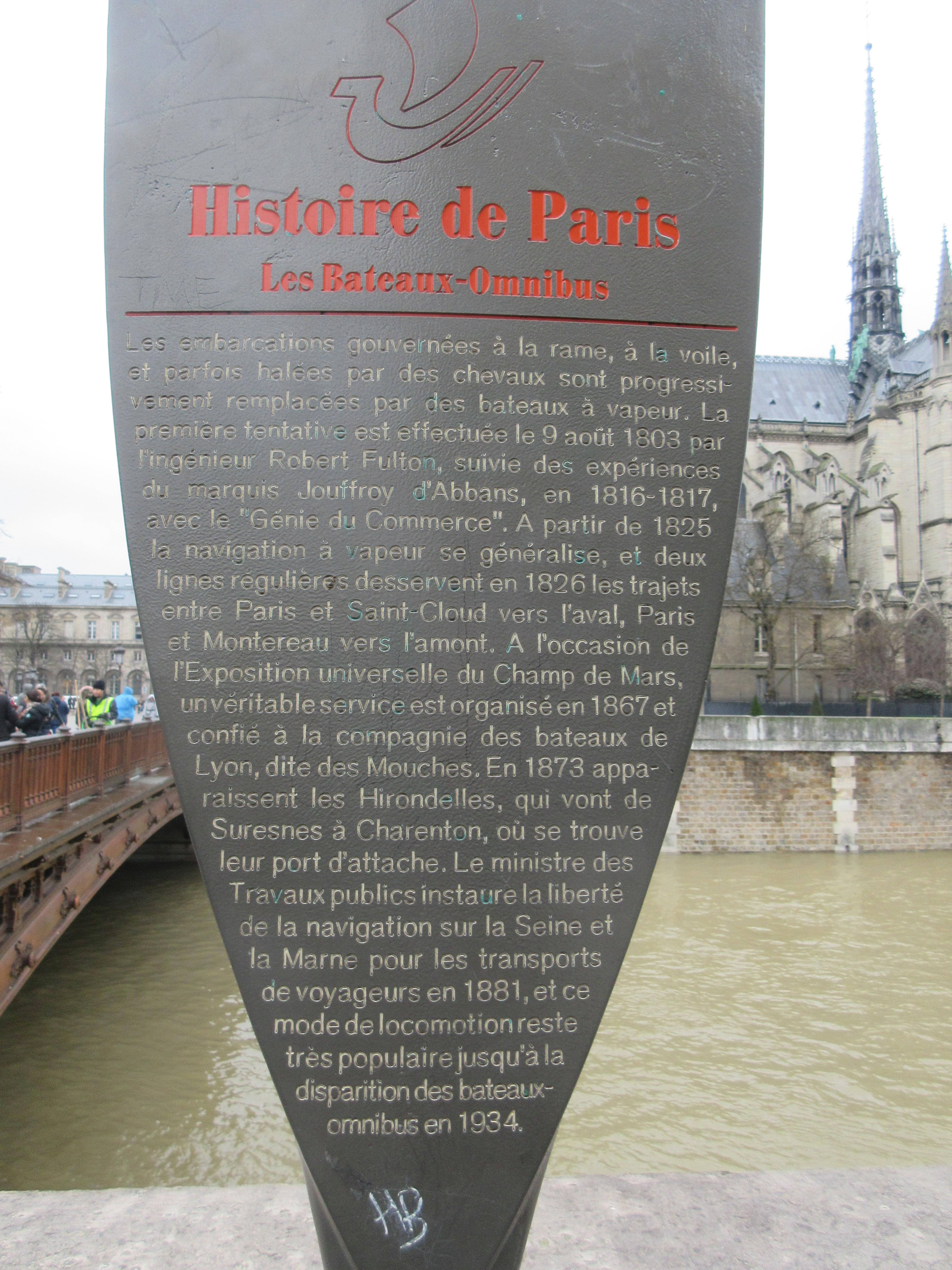
Panneau les Bateaux Omnibus
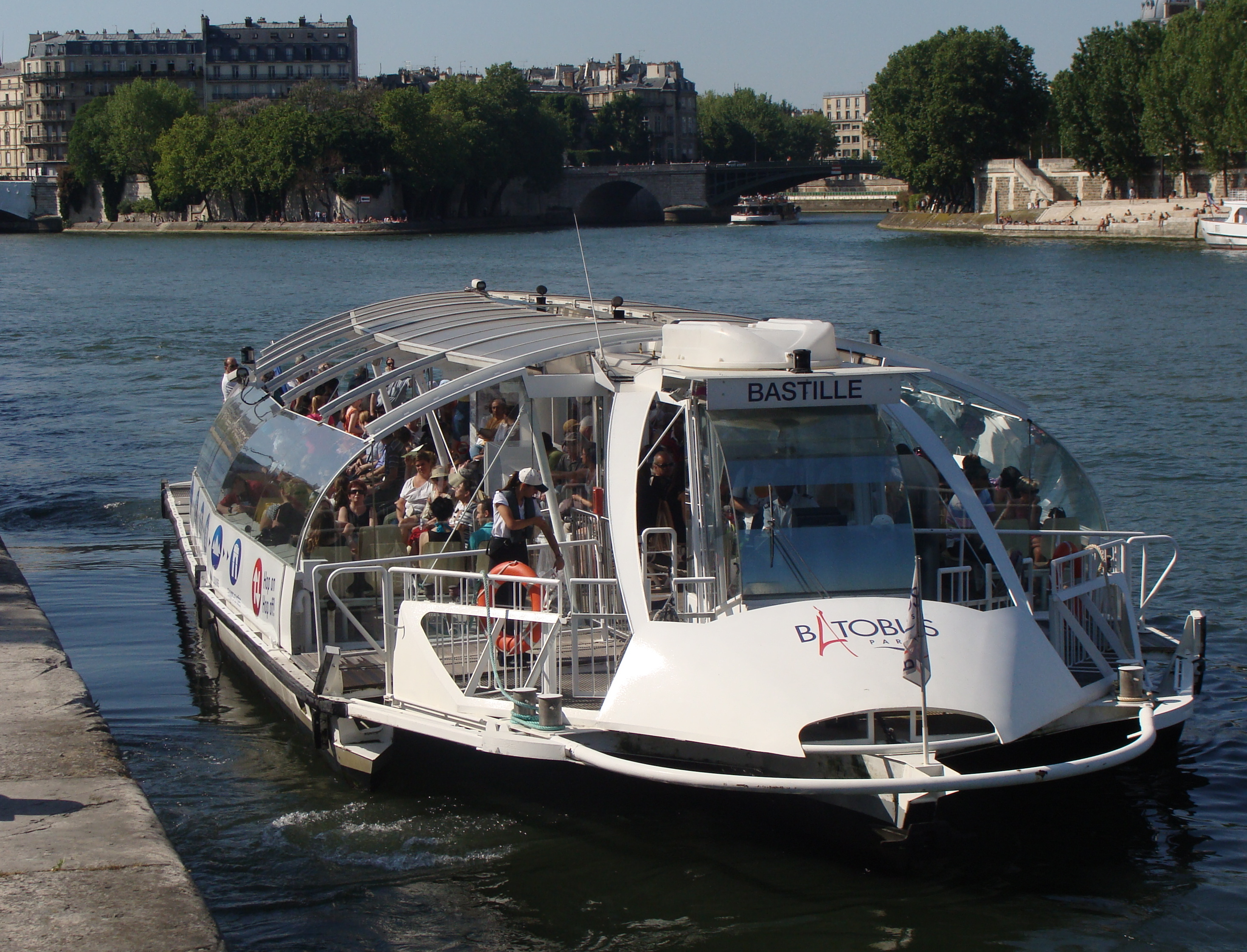
Bateau-bus de la société Batobus

D'autres navettes fluviales ou maritimes ont également vu le jour en France comme aux Sables d'Olonne (le Passeur), Brest (le Transrade), Lorient (le Batobus), Nantes (le Navibus), Toulon (Réseau mistral) ou encore Lyon (le Navigône), La Rochelle, Marseille et Bordeaux. En outre-mer, un «bus des mers» a également été lancé fin 2019 en Guadeloupe (Karu'Lis).

### Italie
L'un des exemples les plus représentatifs de bateau-bus existant en Europe se trouve à Venise avec les fameux vaporetti, seul moyen de transport en commun urbain existant dans le centre historique de la ville situé sur la lagune.

### Roumanie
La Société de Transport Public de Timişoara (ro. Societatea Transport Public Timişoara ou STPT) dessert une ligne de transport naval (V1) sur le Canal Bega, ayant 9 stations.
Le système a débuté le 4 octobre 2018 avec 3 bateaux-bus.

### Suisse
La compagnie générale de navigation sur le lac Léman dessert des lignes de bateau-bus interville entre les rives nord et sud du Lac Léman.
La société des mouettes genevoises dessert des lignes de bateau-mouche en ville de Genève entre les deux rives du lac Léman.

## Océanie
Nombreux sont les bateaux-taxis dans la ville de Sydney en Australie mais aussi dans la ville d'Auckland en Nouvelle-Zélande.
Les "water taxis" sont gérés par la même compagnie, donc sont les mêmes dans les deux villes.

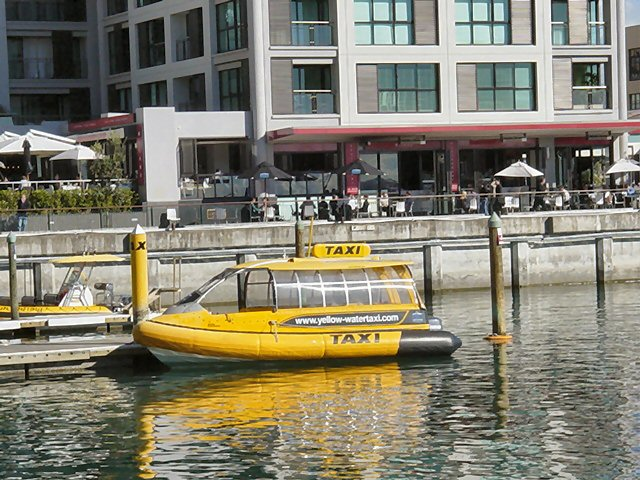
Un Taxi boat à Auckland